# Lelio Biscia
Lelio Biscia (né le 15 juin 1575 à Rome, capitale des États pontificaux, et mort le 19 novembre 1638  dans la même ville) est un cardinal italien du XVIIe siècle.

## Biographie
Lelio Biscio étudie à Rome. Il est référendaire au tribunal suprême de la Signature apostolique et achète un poste de clerc à la Chambre apostolique. Il est gouverneur de Civitavecchia en 1605-1606 en 1609-1610 et est nommé doyen de la Chambre apostolique.
Il est créé cardinal par le pape Urbain VIII lors du consistoire du 19 janvier 1626. Le cardinal Biscia est connu comme mécène de la littérature et est un grand collectionneur de livres.
Vers 1630 le peintre Andrea Sacchi (1599-1661) a fait son portrait, tableau dans la collection du Musée des beaux-arts du Canada depuis 1911.